# ラヴ・ヒスダ
ラヴ・ヒスダ（Rav Hisda、ヘブライ語: רב חסדא）は、イラクのナジャフ近郊に位置するバビロニアのカフリに住んでいたユダヤ人のタルムーディスト。タルムードでも多く言及された第三世代のアーモーラーイームだった（西暦約320年頃に92歳で死去している）。

## 生涯
ラヴ・ヒスダはコーヘンの一家の子孫である。後に醸造家となり、富を築いた。

## 教示
ラヴ・ヒスダは、ハラーハーを決議論的に推論する傾向があり、また聖書の他の部分よりも、トーラーを典拠とすることが少ないという独特の特徴を持っていた。